# 佩策克山
46°56′53″N 12°48′14″E / 46.94806°N 12.80389°E

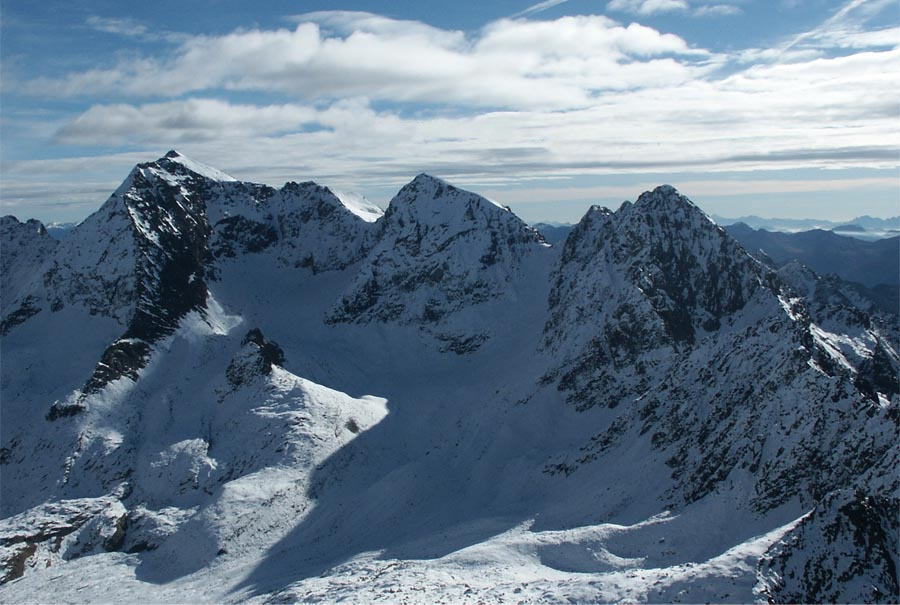

佩策克山（德語：Petzeck），是奧地利的山峰，位於該國南部，由克恩頓州負責管轄，屬於高地陶恩山脈的一部分，海拔高度3,283米，人類在1844年首次登頂。